# Vota la voce 1987
La 15ª edizione di Vota la voce è andata in onda su Canale 5 da Piazza Maggiore a Bologna in due serate il 23 ed il 24 settembre del 1987.
Conduttori furono Milly Carlucci e Red Ronnie.
Vincitori dell'edizione furono: Vasco Rossi (miglior cantante maschile), Spagna (miglior cantante femminile), Matia Bazar (miglior gruppo), Luca Barbarossa (miglior rivelazione), Madonna (miglior cantante straniero).

## Cantanti partecipanti
- Mango - Bella d'estate e Sera latina
- Nick Kamen - Come Softly to Me
- Spagna - Dedicated to the Moon/Call Me/Dance Dance Dance
- Rick Astley - Never Gonna Give You Up
- Jill Jones - Mia Bocca
- Mango - Sera latina
- Matia Bazar - Noi
- Vasco Rossi - Vivere una favola e C'e chi dice no
- Umberto Tozzi e Raf - Gente di mare
- Raf - London Town
- Pino Daniele - Vita mia e Watch out
- Breakfast Club - Right on Track
- Luca Barbarossa - Amore come stai
- Pooh - Goodbye
- Living in a Box - Scattle Justice
- Fausto Leali - Io amo
- Sandy Marton - Love Syncronicity
- Gianni Morandi, Enrico Ruggeri e Umberto Tozzi - Si può dare di più
- Enrico Ruggeri - La canzone della verità
- Enrico Ruggeri e Fiorella Mannoia - Quello che le donne non dicono
- Edoardo Bennato - Tu vuoi l'America e Ok Italia
- Dori Ghezzi - Solo un momento
- Zucchero Fornaciari - Con le mani, Pippo e Solo una sana e consapevole libidine...
- Gato Barbieri, Joe Amoruso, Rino Zurzolo e Tullio De Piscopo - Last Tango in Paris
- Sabrina - Boys
- Den Harrow - Tell Me Why
- Scudocrow - Point of View